# Lauterbach (Gemeinde Karlstetten)
Lauterbach ist eine Ortschaft und eine Katastralgemeinde der Marktgemeinde Karlstetten im Bezirk St. Pölten in Niederösterreich. Die Ortschaft hat 46 Einwohner (Stand 1. Jänner 2024).

## Geografie
Durch das im Dunkelsteinerwald liegende und aus mehreren landwirtschaftlichen Anwesen bestehende Dorf verläuft die Landesstraße L5122, von der die L5361 und die L5364 abzweigen. Unmittelbar südöstlich befindet sich der Weiler Dreihöf, der bereits eine eigene Ortschaft bildet.

## Geschichte
Laut Adressbuch von Österreich waren im Jahr 1938 in Lauterbach ein Köhler und ein Landwirt mit Ab-Hof-Verkauf ansässig.

## Belege
1. ↑  Statistik Austria: Bevölkerung am 1.1.2024 nach Ortschaften (Gebietsstand 1.1.2024), (ODS, 500 KB)
2. ↑  Adressbuch von Österreich für Industrie, Handel, Gewerbe und Landwirtschaft, Herold Vereinigte Anzeigen-Gesellschaft, 12. Ausgabe, Wien 1938 PDF, Seite 336